# فرودگاه ایگل نست (نیوجرسی)
فرودگاه ایگل نست (نیوجرسی) (به انگلیسی: Eagles Nest Airport (New Jersey)) یک فرودگاه خصوصی بهره‌برداری هوایی است که یک باند فرود آسفالت دارد و طول باند آن ۹۷۵ متر است. این فرودگاه در کشور ایالات متحده آمریکا قرار دارد و در ارتفاع ۱۱ متری از سطح دریا واقع شده است.